# Xenillus clavatopilus
Xenillus clavatopilus är en kvalsterart som beskrevs av Mihelcic 1966. Xenillus clavatopilus ingår i släktet Xenillus och familjen Xenillidae. Inga underarter finns listade i Catalogue of Life.